# Mike Morton
Pour les articles homonymes, voir Michael Morton et Morton.
Michael « Mike » Morton, est un athlète américain né le 20 octobre 1971 à Trenton, dans le Michigan. Spécialiste de l'ultra-trail, il a notamment remporté l'Old Dominion 100 Mile Endurance Run en 1994 et 1995, la Vermont 100 Mile Endurance Run en 1995, la Massanutten Mountain Trails 100 Mile Run en 1996, la Western States Endurance Run en 1997, l'ultramarathon de Badwater et le championnat du monde des 24 heures en 2012.

## Résultats
- 1994
  - 1er de l'Old Dominion 100 Mile Endurance Run.

- 1995
  - 1er de l'Old Dominion 100 Mile Endurance Run.
  - 1er de la Vermont 100 Mile Endurance Run.

- 1996
  - 1er de la Massanutten Mountain Trails 100 Mile Run.

- 1997
  - 1er de la Western States Endurance Run.

- 2012
  - 1er de l'ultramarathon de Badwater.
  - 1er du championnat du monde des 24 heures

- 2013
  - 3e de la Western States Endurance Run.